# NGC 7494
NGC 7494 est une vaste galaxie elliptique située dans la constellation du Verseau. Sa vitesse par rapport au fond diffus cosmologique est de 7 680 ± 50 km/s, ce qui correspond à une distance de Hubble de 113,3 ± 8,0 Mpc (∼370 millions d'al). NGC 7494 a été découverte par l'astronome allemand Albert Marth en 1864.